# Pteronia villosa
Pteronia villosa là một loài thực vật có hoa trong họ Cúc. Loài này được L.f. miêu tả khoa học đầu tiên.